# Die Anwälte – Eine deutsche Geschichte
Die Anwälte – Eine deutsche Geschichte ist ein deutscher Kinofilm von Birgit Schulz. Der offizielle deutsche Kinostart des Dokumentarfilms war am 19. November 2009.

## Inhalt
Der Film stellt einen Ausschnitt der Geschichte Deutschlands von der 68er-Bewegung beginnend bis zum Jahr 2009 anhand eines Porträts der Anwälte Otto Schily, Hans-Christian Ströbele und Horst Mahler dar. Ausgangspunkt ist ein dpa-Pressefoto von 1973, das die drei in einem Berliner Gerichtssaal zeigt; Mahler sitzt auf der Anklagebank, Schily und Ströbele sind seine Verteidiger.
Die Dokumentation zeichnet die Biografien der drei Männer nach, die damals als Anwälte der linken Außerparlamentarischen Opposition gegen die Bundesrepublik Deutschland als einen als restriktiv empfundenen Staat kämpften, mitunter auch mit radikalen Mitteln. Es soll gezeigt werden, zu welchen Zeitpunkten sie ganz unterschiedliche Lebenswege eingeschlagen haben und am Ende sogar politische Gegner wurden. Heute ist Schily ein ehemaliger Bundesminister der SPD, Ströbele war Politiker der Grünen, wohingegen Mahler zum  bekennenden Rechtsextremisten und verurteilten Holocaust-Leugner wurde. In einer Mischung aus Archivmaterial und Interviews wird das Entstehen der Außerparlamentarischen Opposition gezeigt. Ebenso wird der ständig wachsende Widerstand gegen die Vietnampolitik der USA sowie gegen Altnazis in wichtigen Funktionen im bundesdeutschen Staat dargestellt. Der Film kommt dabei – abgesehen von einer kurzen Einführung – ohne Kommentare aus.

## Rezeption
„Vor allem in der Zusammenstellung der Zeitdokumente kann man Die Anwälte als sehr gelungen betrachten.“

„Auch wenn Die Anwälte an einer Stelle durch neue Erkenntnisse ein wenig überholt wirkt (der Todesschütze des Studenten Benno Ohnesorg ist mittlerweile als ehemaliger IM der Stasi enttarnt), tut ihm dies keinen Abbruch, sondern macht ihn zu einer sehr sehenswerten Studie über die Verknüpfung von Privatem und Politischem, von Lebenswegen und dem Lauf der Geschichte.“

„Der Film überzeugt durch seine formale Entschiedenheit, seinen exzellenten Schnitt und eine ruhige, seinem Gegenstand vertrauende Dramaturgie. […] Der Film kommt den Porträtierten sehr nahe, schafft ein eigentlich unmögliches Gespräch, nämlich das zwischen allen dreien. […] Es bleibt breiter Raum, sich selbst eine Meinung zu bilden und eine eigene Haltung zu den drei Protagonisten zu finden.“

„Die Gemeinsamkeit, die bei den drei früheren ‚Linksanwälten‘ über alle Gräben in dem Film spürbar wird, ist eine Lust an der Dissidenz. Darin sind sie nicht nur Erben der Revolte von 1968. In ihren Biographien entfalten sich auch die verschiedenen Facetten, Triumphe wie Abgründe, eines libertären Freiheitsverständnisses, das sich aus Gesinnungsethik und Widerstandsgeist speist. Es ist das Verdienst dieses irritierenden, hochspannenden Dokumentarfilms, dass er die Fragen an diese Biografien an uns weiterreicht.“

Die FBW vergab das Prädikat besonders wertvoll. Der Film erhielt den Phoenix-Dokumentarfilmpreis 2010 sowie den Grimme-Preis 2011 in der Rubrik Information & Kultur.